# Södra Hagalund (tunnelbanestation)
Södra Hagalund är en planerad tunnelbanestation inom Stockholms tunnelbana, i anslutning till nybyggnadsområden kring Solnavägen och i nuvarande Hagalunds arbetsplatsområde. Stationen, som byggs 45 meter under markplan, kommer att ha uppgångar på ömse sidor om Solnavägen. Tunnelbanestationen är en del av Gröna linjens planerade nya gren mot Arenastaden och förväntas öppna år 2028.